# Sisyrinchium bellum
Sisyrinchium bellum  (лат.) — вид цветковых растений рода Голубоглазка (лат. Sisyrinchium) семейства Ирисовые, или Касатиковые (лат. Iridaceae).

## Ботаническое описание

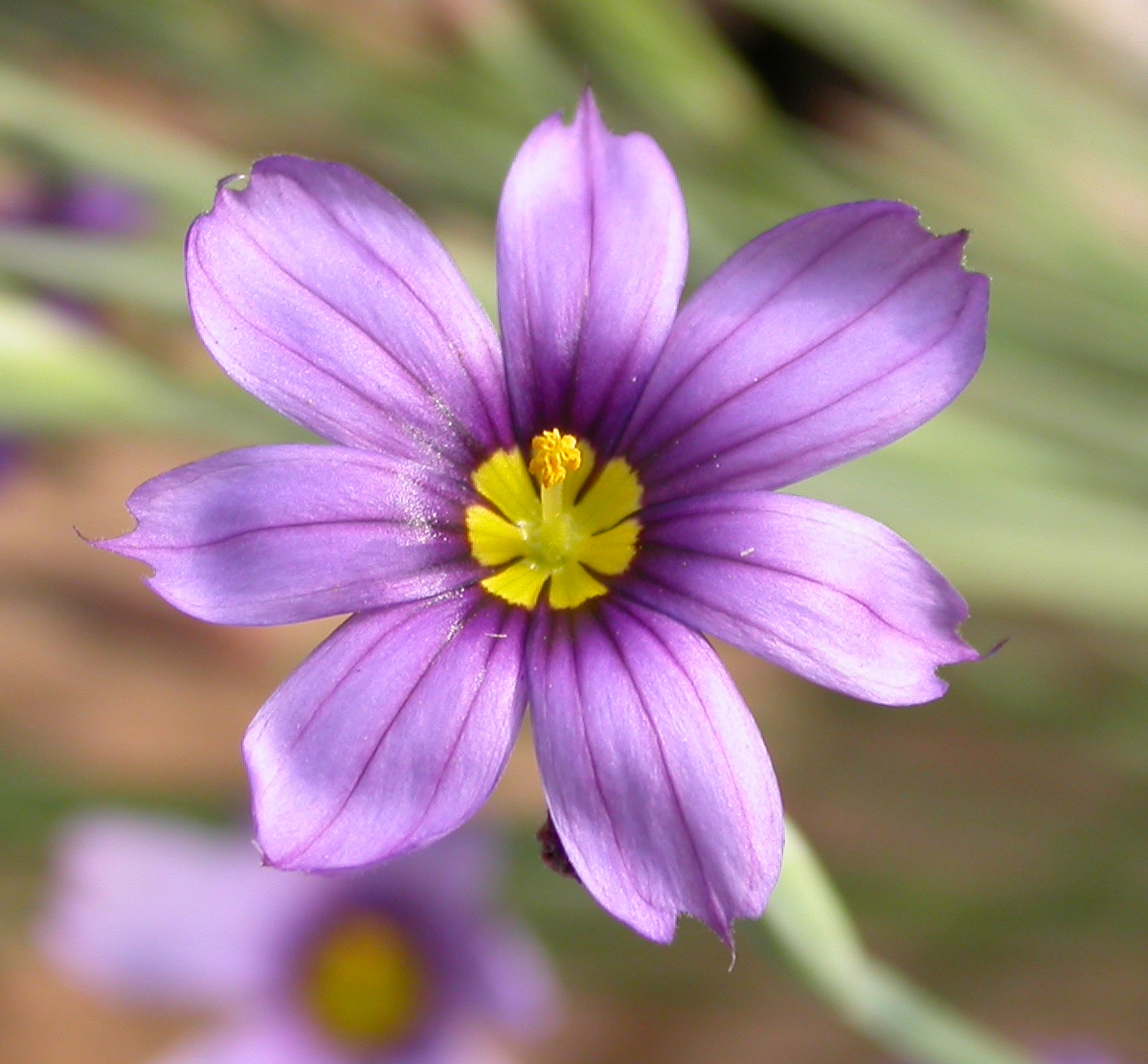
Цветок

Многолетнее корневищное травянистое растение высотой до 60 см (возможно меньше). Листья травовидные, растут пучками. Цветки 1—2 см в диаметре, пурпурно-синие, могут варьировать по цвету от чисто белого (встречается редко) до ярко-пурпурного. Цветение с марта по июль. Семена массой 1—4 мг. После цветения наземная часть растения отмирает, и оно пребывает в состоянии покоя в течение лета.

## Ареал и местообитание
Встречается в США в Калифорнии и Орегоне и на западе Сьерра-Невада к югу вплоть до Нижней Калифорнии. Произрастает в открытых, влажных, поросших травой местах, хотя он также может быть найден в лесах на высоте до 2400 м над уровнем моря.

## Хозяйственное значение и применение

### Культивация
Растение предпочитает влажные, хорошо дренированные почвы, однако оно устойчиво к летней засухе. Размножение — семенами (в т.ч. самосев). Возможно вегетативное размножение, осуществляемое за счёт деления корневища, кроме того, цветоносы также могут укореняться. Растение средней устойчивы, переносит температуры до 12 °С. 

### Народная медицина
Олони используют настойку из корней и листьев растения как средство от диспепсии и болей в животе, схожее применение оно нашло и у других индейцев.

## Синонимика
- Bermudiana bella (S.Watson) Greene
- Sisyrinchium angustifolium var. bellum (S.Watson) Baker
- Sisyrinchium eastwoodiae E.P.Bicknell
- Sisyrinchium greenei E.P.Bicknell
- Sisyrinchium hesperium E.P.Bicknell
- Sisyrinchium maritimum A.Heller[1]